# بروس درن
بروس مک‌لیش درن (انگلیسی: Bruce MacLeish Dern؛ زاده ۴ ژوئن ۱۹۳۶) بازیگر اهل ایالات متحده آمریکا است. وی از سال ۱۹۶۰ میلادی تاکنون مشغول فعالیت بوده است.
از فیلم‌هایی که وی در آن نقش داشته است، می‌توان به جنون بورژوازی، مارنی، هیولا، جنگوی آزادشده، بازگشت به وطن، آخرین پایمرد، نبراسکا، مگر آنها اسب‌ها را خلاص نمی‌کنند؟، مادر خونین، فضانورد کشاورز، همه اسب‌های زیبا، تویکست، ریک پسر سفیدپوست، بی‌صدا دویدن، آبشارهای مالهالند، گاوچران آمریکایی، کیک خواران، آتش‌افروزان جهنم، دروازه، پایین پریسکوپ، دیگزتاون، خانم مانک و هشت نفرت‌انگیز اشاره کرد.
بروس درن برنده جوایزی همچون جایزه بهترین بازیگر مرد جشنواره کن و خرس نقره‌ای برای بهترین بازیگر مرد شده است.